# 옥시젠슈티컬스

## 개요
코이즈(COIZ)의 코스메틱 브랜드로, 피부 진정과 회복을 도와주는 후처치 전문 프로그램을 위한 화장품 브랜드

## 상세
조지안이 대표모델이다.

### 브랜드별 주요제품
옥시젠슈티컬스, oxygenceuticals
주요판매제품은 에이셀300플루이드및 리제논 안티에이징, 모으시춰 아쿠아세럼, 민감피부를 타겟으로 한 스킨배리어 아토크림 등 다양한 제품류가있다.
<옥시페이셜, oxyfacial>
주요 판매제품은 페이셜&바디 토탈케어인 하이풀디엠페이셜(올튠)과 시술후 처치 올인원 시스템인 컨트롤Z페이셜(옥시리버스),피부시술 후 피부진정 시스템인 아스트로돔페이셜 (우주인토닝), 순수 산소를 이용한 시술 후 처치 관리 프로그램인 옥시크라이오, 안면 리프팅 및 리모델링을 위한 비수술 초음파 프로그램인 하이풀디엠(옥시젠물방울리프팅) 이 주요제품이다.
국내 약 200여곳의 피부과에 도입되어 운영중이다.

## 주요 사업

### 자체 개발 상품 (화장품)
- 화장품(뷰티케어)
- 제품군 : 클렌징, 필링/ 토너 / 에센스,세럼 / 플루이드 / 크림 / 마스크,바디 / 비비,썬크림/키트 유형별로 제작/유통/판매

### 피부미용기기
자체생산 피부미용 기기
- HiFULDM Facial(하이풀디엠페이셜: 올튠) : 초음파와 고주파를 이용한 페이스&바디 토탈 케어 솔루션
- CtrlZ Facial(옥시리버스) : Oxygen Therapy 와 LDM을 단 하나로 시술 후처치 All in One 케어
- AstrodomeFacial(ADF) (우주인토닝) : 세계최초 음이온 자동분사기능 탑재 LPE 돔 마스크
- OxyCryo (산소테라피) : 시술 후처치 전문 프로그램